# District de Nanchang
Pour les articles homonymes, voir Nanchang (homonymie).
Le district de Nanchang (南长区 ; pinyin : Náncháng Qū) est une subdivision administrative de la province du Jiangsu en Chine. Il est placé sous la juridiction de la ville-préfecture de Wuxi.